# Провулок Сєрова (Мелітополь)
Провулок Сєрова — провулок в місті Мелітополь, проходить від 2-го провулка Чайковського до Запорізької вулиці. Складається з приватної забудови.

## Назва
Провулок названа на честь Анатолія Сєрова (1910-1939) — радянського військового льотчика-винищувача, Героя Радянського Союзу.

## Історія
Провулок вперше згадується в документах 20 грудня 1946 року.